# 1944 في العراق
فيما يلي قوائم الأحداث التي وقعت خلال عام 1944 في العراق.

## سياسة
- 28 أذار – إستحداث وزارة التموين
- 4 يونيو – انتهاء فترة صادق البصام كوزير الأشغال والمواصلات.

## مواليد

### يناير
- 1 يناير – إدريس البارزاني سياسي عراقي.
- 1 يناير – حسن المسعود فنان عراقي.
- 1 يناير – سركون بولص كاتب عراقي.
- 1 يناير – سعد عبد المجيد الفيصل
- 1 يناير – سمير الصميدعي سياسي عراقي.
- 1 يناير – عالية ممدوح كاتبة عراقية.
- 1 يناير – فاضل محمود غريب

### مايو
- 7 مايو – ليلى العطار
- 18 مايو – نزار حمدون سياسي عراقي.

### أغسطس
- 10 أغسطس – لطيف رشيد سياسي عراقي.

### أكتوبر
- 30 أكتوبر – أحمد الجلبي سياسي عراقي.

### نوفمبر
- 22 نوفمبر – إسحاق مردخاي

### ديسمبر
- 12 ديسمبر – علوان حسون علوان العبوسي
- 22 ديسمبر – نوشيروان مصطفى سياسي عراقي.

## وفيات

### يناير
- 1 يناير – صالح زكي صاحبقران (مواليد 1886) قائد عسكري عثماني وإداري.
- 1 يناير – كامل شبيب (مواليد 1895)